# Захарково (городской округ Красногорск)

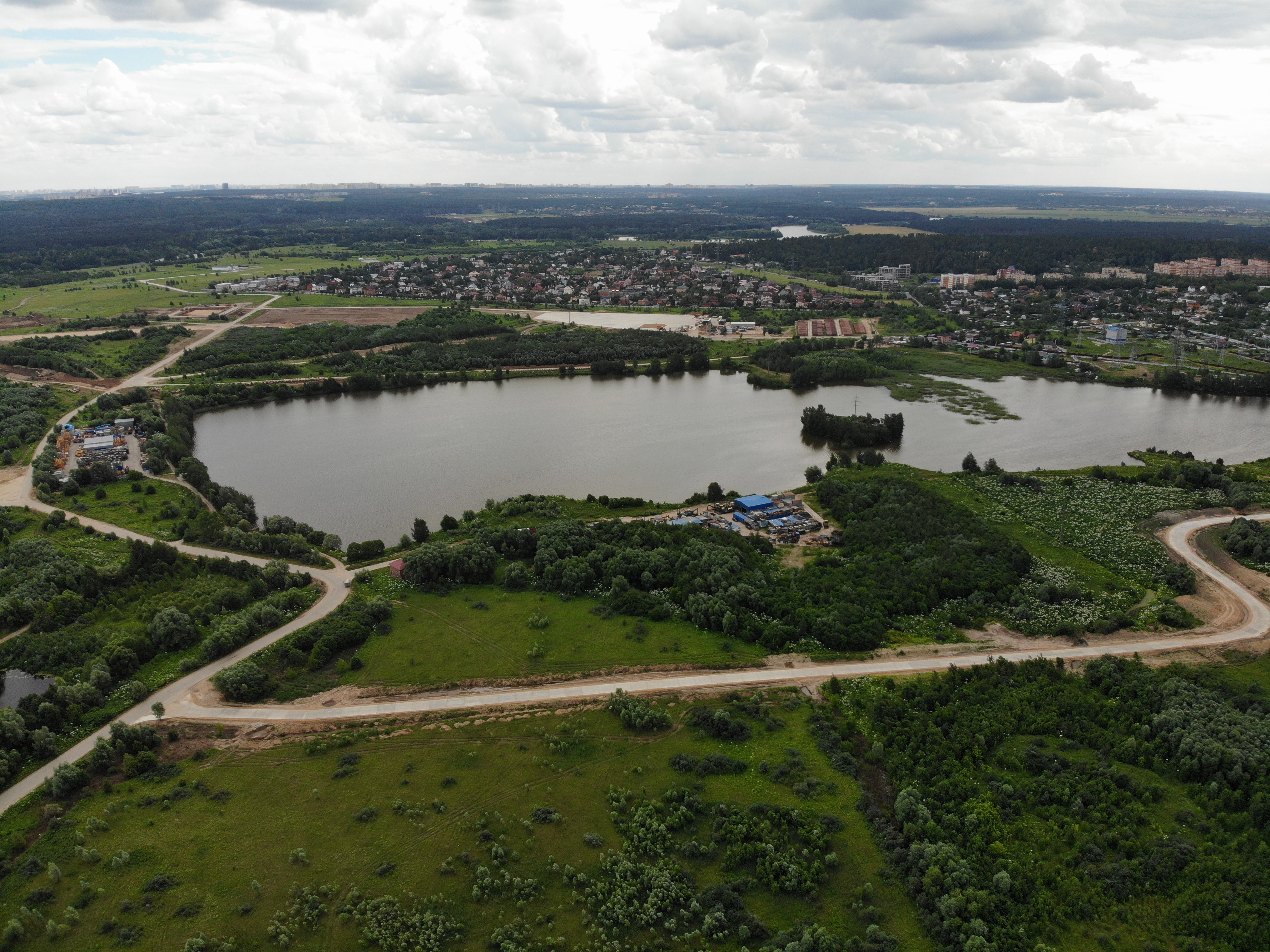
Деревня Захарково и Захарковский карьер с севера, лето 2020 года

Захарково — деревня в Московской области России. Входит в городской округ Красногорск. Население — 470 чел. (2010).

## География
Деревня расположена на юго-востоке округа, в Захарковской пойме Москвы-реки по левому берегу, активно застраиваемой элитными посёлками, высота центра над уровнем моря 131 м. На северо-западе к Захарково примыкают посёлок Архангельское и посёлок дачного хозяйства «Архангельское».
Деревня связана автобусным сообщением с Москвой (маршрут № 151) и Красногорском (маршрут № 824).

## История
Впервые Захарково упоминается в писцовой книге 1584 года.
С 1994 до 2004 года деревня входила в Воронковский сельский округ Красногорского района, а с 2005 до 2017 года включалась в состав Ильинского сельского поселения Красногорского муниципального района.

## Население
| 2002 | 2006 | 2010 |
| ---- | ---- | ---- |
| 201  | →201 | ↗470 |